# Ylemmäinen
Ylemmäinen eller Ylimmäisenjärvi är en sjö i Finland. Den ligger i kommunen Kangasniemi i landskapet Södra Savolax, i den södra delen av landet, 240 km norr om huvudstaden Helsingfors. Ylemmäinen ligger 115,2 meter över havet. Arean är 3,37 kvadratkilometer och strandlinjen är 19,89 kilometer lång. Sjön  ingår i Kymmene älvs huvudavrinningsområde.   I omgivningarna runt Ylemmäinen växer i huvudsak barrskog.
I övrigt finns följande i Ylemmäinen:
- Salakkasaari (en ö)
- Harakkasaari (en ö)
- Kettusaari (en ö)
- Savisaari (en ö)
- Katossaari (en ö)
- Ryönäsaari (en ö)
- Ruumissaari (en ö)
- Petäikkösaari (en ö)
- Kirrinsaari (en ö)

I övrigt finns följande vid Ylemmäinen:
- Pölläkänjärvi (en sjö)